# Halo (série télévisée)
Pour les articles homonymes, voir Halo.
Production
Diffusion
Halo est une série télévisée américaine de science-fiction militaire en 17 épisodes d'environ 50 minutes, développée par Kyle Killen et Steven Kane, basée sur la franchise des jeux vidéo du même nom, produite par Showtime Networks, 343 Industries, Amblin Television, Chapter Elevenet et One Big Picture, et mise en ligne entre le 24 mars 2022 et le 21 mars 2024 sur Paramount+.
Elle suit une guerre au XXVIe siècle entre le Commandement spatial des Nations unies et l'Alliance Covenante, une coalition militaro-théocratique de plusieurs espèces extraterrestres avancées. Pablo Schreiber et Jen Taylor jouent les rôles du major John-117 et de Cortana, cette dernière reprenant son rôle de la série de jeux vidéo. Ils sont rejoints par Natascha McElhone, Yerin Ha, Charlie Murphy, Shabana Azmi, Bokeem Woodbine, Kate Kennedy, Natasha Culzac et Bentley Kalu.
En Belgique, la série est diffusée à partir du 25 mars sur Be Séries et rediffusée sur Be 1 le jeudi suivant. En France, elle est diffusée depuis le 28 avril 2022 sur Canal+,,.

## Synopsis
Au XXVIe siècle, l'humanité — sous l'égide du Gouvernement Terrien Uni (United Earth Governement, UEG) et de son bras armé, le Commandement Spatial des Nations unies (United Nations Space Command, UNSC) — a colonisé l'espace grâce à la technologie du réacteur Shaw-Fujikawa permettant les voyages interstellaires en sous-espace. En l'an 2525, elle connut son premier contact extraterrestre en rencontrant la coalition militaro-théocratique connue sous le nom d'Alliance Covenante. Cette dernière décréta les humains indignes de ses dieux et entreprit de les exterminer.
En l'an 2552, alors que l'UNSC mène une guerre désespérée pour tenter de repousser les Covenants — utilisant entre autres les super-soldats Spartans créés par le Service des Renseignements de la Navy (Office of Naval Intelligence, ONI) — la colonie rebelle de Madrigal est attaquée par l'Alliance, qui mène des excavations sur la planète. Une équipe Spartane menée par le Major John-117 élimine les forces extraterrestres et découvre un artéfact alien différent de la technologie covenante, qui s'active au toucher de John et se révèle être un indice conduisant à la quête ultime de l'Alliance Covenante : Halo…

## Distribution

### Acteurs principaux
- Pablo Schreiber (VF : David Krüger)[6] : major John-117 / Spartan 117
- Shabana Azmi (VF : Marie-Ève Dufresne) : amirale Margaret Parangosky, directrice du Service des Renseignements de la Navy (ONI)
- Natasha Culzac (VF : Karine Texier) : Riz-028, Spartan membre de la Silver Team
- Olive Gray (VF : Alice Taurand) : commandante Miranda Keyes, directrice de la division xénotechnologie de l'ONI et fille de Jacob Keyes et de Catherine Halsey
- Yerin Ha (VF : Zina Khakhoulia) : Kwan Ha Boo, insurgée de Madrigal
- Bentley Kalu (VF : Mohad Sanou) : Vannak-134, Spartan membre de la Silver Team
- Kate Kennedy (VF : Géraldine Kannamma) : Kai-125, Spartan membre de la Silver Team
- Charlie Murphy (VF : Marie Diot) : Makee, une humaine membre des Covenants et élevée par les Hiérarques
- Danny Sapani (VF : Thierry Desroses) : capitaine, puis contre-amiral Jacob Keyes, supérieur de John-117
- Jen Taylor (VF : Laëtitia Lefebvre)[7] : Cortana, intelligence artificielle affectée à John-117
- Bokeem Woodbine (VF : Jérôme Rebbot) : Soren-066, ancien Spartan devenu chef de file indépendantiste
- Natascha McElhone (VF : Danièle Douet) : Dr Catherine Elizabeth Halsey, directrice du Projet Spartan
- Fiona O'Shaughnessy (VF : Laëtitia Godès) : Leera, la femme de Soren (saison 2, invitée saison 1)[8]
- Joseph Morgan (VF : Sébastien Desjours) : colonel James Ackerson, directeur du Projet Spartan (saison 2)[8]
- Cristina Rodlo (en) (VF : Capucine Lespinas) : caporale Talia Perez, spécialiste transmissions du Corps des Marines de l'UNSC (saison 2)[8]
- Viktor Åkerblom (en) : Arbiter Var 'Gatanai, commandant de la force d'invasion covenante de Reach (saison 2)[9]
- Tylan Bailey (VF : Gwenaëlle Jegou) : Kessler, fils de Soren (saison 2, invité saison 1)
- Harry Lloyd : 343 Guilty Spark, Monitor du Halo (Voix)[10]

### Acteurs récurrents
- Burn Gorman (VF : Xavier Béja) : Vinsher Grath, gouverneur de la colonie Madrigal (saison 1)
- Ryan McParland (VF : Frédéric Philippe) : Adun, assistant du Dr Halsey (saison 1)
- Sarah Ridgeway : la mère de John-117 (saison 1)
- Duncan Pow (en) : le père de John-117 (saison 1)
- Julian Bleach (en) : Haut Prophète de la Pitié, un des Hiérarques de l'Alliance Covenante (voix)

### Invités
- Keir Dullea (VF : Hervé Jolly) : amiral de la flotte Terrence Hood, commandant en chef de l'UNSC et de FLEETCOM
- Jeong-hwan Kong : général Jin Ha, chef indépendantiste de Madrigal et père de Kwan
- Josette Simon (VF : Déborah Claude) : Desiderata, cheffe des mystiques de Madrigal

- Angie Cepeda :  Violetta Franco (souvent appelée simplement Franco). Épisode 4 de la saison 1 de Halo, intitulé « Retour aux origines » (Homecoming )diffusé le 14 avril 2022.  Elle y apparaît en tant que mercenaire engagée par Vinsher Grath pour assassiner Kwan Ha

 Source et légende : version française (VF) sur RS Doublage et Doublage Séries Database

## Production

### Genèse et développement
La série télévisée était prévue pour 2015 avec Steven Spielberg comme producteur, changée ensuite pour une sortie en 2019 avec Rupert Wyatt comme producteur, puis une sortie en 2020. La série est finalement diffusée en 2022 avec Otto Bathurst comme producteur. Elle suit le conflit du XXVIe siècle entre l'humanité et une menace extraterrestre connue sous le nom de Covenant.
Le 21 mai 2013, Steven Spielberg est attaché dans la production exécutive d'une série télévisée basée sur la franchise de jeux vidéo Halo, distribuée par Xbox Entertainment Studios et la société de Spielberg, Amblin Television, qui serait intitulée Halo : The Television Series. En août 2015, la série est toujours en développement actif.
Le 28 juin 2018, Showtime reçoit la commande d'une série de dix épisodes. On prévoit Kyle Killen comme auteur-producteur, scénariste et producteur exécutif, tandis que Rupert Wyatt est attaché en tant que réalisateur et producteur exécutif.
Le 12 août, on annonce que John-117 est le rôle principal de la série et que celle-ci racontera une histoire inédite dans la série de jeux vidéo du même nom, tout en respectant son univers en même temps.
Le 3 décembre, Wyatt quitte son poste de réalisateur et de producteur exécutif en raison de conflits d'agenda. Il est remplacé par Otto Bathurst en février 2019,.
En mars 2019, Steven Kane est ajouté comme co-directeur de série aux côtés de Killen.
Le 24 février 2021, la série est déplacée de Showtime à Paramount+. Le président de Showtime, Gary Levine, déclare que la série ne cadre pas avec la marque de la société et qu'en tant que « grande série à grand déploiement », elle est mieux adaptée au service de Paramount.
Le 25 juin 2021, on annonce que Kane et Killien quittent tous deux leur poste de auteurs-producteurs après la fin de la première saison. Killien part avant le début de la production, car il estime ne pas être en mesure de remplir les fonctions de auteur-producteur, Kane prenant les rênes de directeur principal jusqu'à ce que le travail de post-production soit terminé. Toutefois, si la série était renouvelée pour une deuxième saison, Kane ne reviendrait pas.
Le 15 février 2022, avant même la diffusion de la première saison, Paramount Global (anciennement ViacomCBS) annonce que la série est déjà renouvelée pour une deuxième saison. Paramount confirme que David Wiener, de Fear the Walking Dead, sera le réalisateur et le producteur exécutif de la deuxième saison.
Le 18 juillet 2024, la série est annulée.

### Attribution des rôles
D'avril à août 2019, la distribution de la série est annoncée, avec Pablo Schreiber dans le rôle de Master Chief. Il est accompagné de Yerin Ha, Natascha McElhone, Bokeem Woodbine, Shabana Azmi, Bentley Kalu, Natasha Culzac et Kate Kennedy. En novembre 2020, Jen Taylor remplace McElhone dans le rôle de Cortana.

### Tournage
Le tournage principal commence en octobre 2019. Environ 40 millions de dollars sont investis en coûts de production. Les cinq épisodes filmés sont réédités en raison de la pandémie de Covid-19 et la production du sixième épisode et le tournage de nouvelles scènes sont prévus en Ontario, au Canada.
Le tournage reprend finalement en février 2021 à Budapest,.

### Fiche technique
- Titre : Halo
- Création : Kyle Killen et Steven Kane
- Réalisation : Otto Bathurst, Jonathan Liebesman, Roel Reiné, Jessica Lowrey
- Scénario : Kyle Killen et Steven Kane
- Décors :
- Costumes : Giovanni Lipari
- Photographie : Karl Walter Lindenlaub, Eric Kress, Ed Wild
- Montage :
- Musique : Sean Callery
- Production : Sheila Hockin, Charlotte Keating, Frank O'Connor
  - Production exécutive : Steven Spielberg, Kyle Killen, Steven Kane, Otto Bathurst, Justin Falvey, Darryl Frank, Toby Leslie, Scott Pennington, Kiki Wolfkill
- Sociétés de production : Amblin Television, 343 Industries, Showtime Networks, One Big Picture, Chapter Eleven et Paramount Television Studios
- Budget :
- Pays d'origine :  États-Unis
- Langue originale : anglais
- Format : couleur - 35 mm - 16:9 HD - son Dolby Atmos
- Genre : science-fiction, science-fiction militaire
- Durée : 60 minutes
- Classification : Déconseillé aux moins de 12 ans.

## Épisodes

### Première saison (2022)
La première saison est composée de neuf épisodes.
1. Contact (Contact)
2. Détachement (Unbound)
3. Apparition (Emergence)
4. Retour aux origines (Homecoming)
5. Moment de vérité (Reckoning)
6. Consolation (Solace)
7. Héritage (Inheritance)
8. Allégeance (Allegiance)
9. Transcendance (Transcendence)

### Deuxième saison (2024)
La seconde saison de huit épisodes est diffusée depuis le 8 février 2024.
1. Sanctuaire (Sanctuary)
2. Lames (Sword)
3. Visegrad (Visegrad)
4. Reach (Reach)
5. Aleria (Aleria)
6. Onyx (Onyx)
7. Thermopyles (Thermopylae)
8. Halo (Halo)

Source des titres en français
Source des titres originaux

### Promotion
La première bande-annonce officielle est présentée lors des Game Awards 2021.